# Panionios
El Panionios (en griego: Πανιώνιος Γυμναστικός Σύλλογος Σμύρνης - Panionios Gymnastikos Syllogos Smyrnis, en castellano Asociación pan-jónico de Gimnasia de Esmirna) es un club polideportivo griego originalmente con sede en Esmirna, pero ahora con sede el barrio ateniense de Nea Smyrni.

## Secciones
- Panionios FC, equipo de fútbol.
- Panionios BC, equipo de baloncesto.

## Palmarés
- Panionios FC
  - 2 Copas de Grecia: 1979, 1998
  - 1 Copa de los Balcanes: 1971

- Panionios BC,
  - 1 Copa de baloncesto de Grecia: 1991
  - 1 Campeonato femenino de baloncesto: 2007

- Panionios Atletismo
  - 19 Campeonatos femeninos de atletismo: 1953, 1954, 1955, 1956, 1957, 1958, 1959, 1960, 1961, 1962, 1963, 1964, 1965, 1966, 1969, 1970, 1971, 1973, 1974

- Datos: Q3555496